# Celestus warreni
Celestus warreni là một loài thằn lằn trong họ Anguidae. Loài này được Schwartz mô tả khoa học đầu tiên năm 1970.